# رینو (نوادا)
رینو (به انگلیسی: Reno) شهری در شمال ایالت نوادا در ایالات متحدهٔ آمریکا است. در دههٔ ۱۹۵۰ و قبل از آن، رینو مرکز قمار آمریکا بود، ولی در بیست سال اخیر جای خود را به لاس وگاس داده‌است. امروزه کازینوهای این شهر توریستها را از شمال کالیفرنیا جذب می‌کنند.

## اقتصاد
- سیرا نوادا کورپوریشن